# سنگ یادبود موآبی
سنگ یادبود موآبی (انگلیسی: Mesha Stele) یک سنگ یادبود مربوط به حدود ۸۴۰ پیش از میلاد است که حاوی یک کتیبه مهم کنعانی به نام مشا پادشاه موأب (پادشاهی واقع در اردن امروزی است. مشا می‌گوید که چگونه کموش، خدای موآب، با قوم خود خشمگین شده بود و به آنها اجازه داده بود که تحت فرمان پادشاهی شمالی اسرائیل قرار گیرند، مشا می‌گوید که چگونه کموش، خدای موآب، بر قوم خود خشمگین شده بود و به آنها اجازه داده بود که تحت فرمان پادشاهی شمالی اسرائیل قرار گیرند، اما در نهایت، کموش بازگشت و به مشا کمک کرد تا یوغ اسرائیل را بیرون برانند و سرزمین موآب را بازگرداند. مشا همچنین بسیاری از پروژه‌های ساختمانی خود را شرح می‌دهد. به گونه‌ای از الفبای فنی نوشته شده‌است که نزدیک به الفبای نیاعبری است.